# Skidaway Island, Georgia
Skidaway Island är en ort (CDP) i Chatham County, i delstaten Georgia, USA. Enligt United States Census Bureau har orten en folkmängd på 8 341 invånare (2010) och en landarea på 42,6 km².